# Antonio Adán
Antonio Adán Garrido (Madrid, 1987. május 13. –) spanyol labdarúgókapus.

## Pályafutása
Adán a Real Madrid egyik saját nevelésű játékosa. Az első két szezonját a Real Madrid C-ben töltötte el 2004-től 2006-ig, ahol 51 meccsen védett. 2007-ben a Real Madrid B-hez került, ahol megkapta a csapatkapitányi karszalagot. Újabb három szezon alatt 31 mérkőzésen játszott, egy komolyabb sérülés miatt.
A második csapatban, a Castillában 2006. augusztus 27-én mutatkozott be, a CD Castellón ellen. A klub ekkor még a másodosztályban szerepelt. Adán a szezon során további hatszor játszott, a Castilla pedig a szezon végén kiesett.
A 2009–10-es szezonra, Jordi Codina eladásával hivatalosan is a felnőtt keret tagja lett.
A felnőttcsapatban a 2010–11-es BL-szezonban, az AJ Auxerre ellen mutatkozhatott be a sérült Jerzy Dudek helyén. Ezen a mérkőzésen a vezetőedző, José Mourinho a kezdőjátékosok nagy részét pihentette, így az első számú kapus Iker Casillast is, így ezen a mérkőzésen Adán ült le a kispadra, míg Dudek kezdett. A bajnokság vége felé, amikor Mourinho ismét lehetőséget tudott adni a kevesebbet játszóknak, már inkább Adán számított második számú kapusnak, így a Getafe ellen ismét ő játszhatott.

## Sikerei, díjai
- Real Madrid
  - La Liga: 2011–12
- Betis
  - Segunda División: 2014–15
- Atlético Madrid
  - UEFA-szuperkupa: 2018

### Válogatott
- Spanyolország U19
- U19-es Európa-bajnok: 2006

## Külső hivatkozások
- Adatlapja a Real Madrid hivatalos honlapján
- BDFutbol